# 大師東丹保遺跡
座標: 北緯35度35分13.7秒 東経138度28分26.3秒 / 北緯35.587139度 東経138.473972度
大師東丹保遺跡（だいしひがしたんぼいせき）は、山梨県南アルプス市大師字東丹保に所在する13世紀（鎌倉時代）の集落遺跡。鎌倉時代の集落遺跡は県内では珍しく、木製品など膨大な有機遺物が出土していることから注目されている。

## 立地と地理的・歴史的環境
所在する南アルプス市大師は甲府盆地の南西部、釜無川右岸に位置する。甲府盆地西部の西郡一帯は盆地を南流する釜無川の沖積平野で、大師東丹保遺跡は滝沢川と坪川で画された複合扇状地上に立地する。標高は245メートル付近。
近在の南アルプス市江原には向河原遺跡が所在し、弥生時代中期後半の水田跡と集落跡が検出されている。また、南アルプス市田島の油田遺跡から出土した弥生中期中葉の土器の圧痕からはイネが検出されており、油田遺跡の昆虫化石からも水田指標昆虫が多数報告されている。このため弥生中期には当地における稲作の展開が想定されている。大師東丹保遺跡の環境復元においては、第三面全体に火山灰が検出され、水田など人為的な耕作の行われていない自然状態の湿地であると考えられている。一方で大師東丹保遺跡の各区からは、弥生中期のシカ・イノシシなどの動物遺体や種子類・土器片・建築材などが出土している。大師東丹保遺跡の周辺には稲作を生業とする集団が居住しており、この集団は大師東丹保遺跡一帯を行動範囲内としており、水田稲作の一方で、当地において狩猟や堅果の採集などを兼ねていた生業展開が指摘される。
古代には、一帯は『和名類聚抄』に見られる巨摩郡大井郷に比定される。平安時代後期には南アルプス市大井を中心に大井荘が立荘され、南アルプス市南部から富士川町にかけての地域を荘域とした。後に大井荘は南北に分割され、大師地域は北条に含まれる。
平安末期には甲斐源氏一族が進出し、西郡には加賀美遠光の一族が土着する。中でも遠光の子・光朝は南アルプス市秋山を本拠とし、大井荘を本拠としていたと考えられている。鎌倉時代には加賀美・秋山両氏は没落し、代わって大井荘では橘姓大井氏が出現する。
南北朝時代には甲斐国守護・武田信武の子である信明が大井荘に進出し、大井氏（武田大井氏）を称して有力国人となる。大井氏は鮎沢や荊沢を本拠に西郡一帯に勢力を及ぼした。荊沢（ばらさわ）には市も成立する。
戦国時代には大井信達・信業親子が駿河国の今川氏と結び甲斐守護・武田信虎と敵対するが、後に武田氏に臣従して家臣団となる。大師の付近には南アルプス市戸田の富田城や南アルプス市鮎沢の古長禅寺など、大井氏に関係する史跡が多く分布する。
大師東丹保遺跡のうち中世の遺構・遺物は鎌倉時代（13世紀後半から14世紀前半）と推定され、戦国時代に武田大井氏が入部する以前の村落遺跡と位置づけられている。

## 発掘調査と検出遺構・出土遺物
1993年（平成5年）から翌年にかけて、甲西道路（国道52号）や中部横断自動車道の建設に際して発掘調査が行われる。調査範囲は東西30m、南北400mの範囲で、南北にI〜IV区が設定された。
遺構では掘立柱建物跡や井戸、水路と推定される溝や水田遺構、畑と考えられている畝状遺構や全区画に見られる杭列などが検出されている。建物跡は計7棟あり、II区に4棟の建物が集中し、祭祀具などの遺物も集中していることから支配階層の居住区であると考えられている。南北方向に水路が配され、I・III・IV区には区画された水田が点在している。
集落は13世紀の開発村落であると推定されており、160年あまり存続した。杭列が南に傾斜していることから北方からの洪水被害を受け放棄されたと考えられている。
出土遺物はかわらけ等の土器類のほか国産や中国産の陶磁器、刀子や鏃などの金属器や銭貨のほか、大量の木製品が出土している。有機遺物ではⅠ区から～Ⅳ区で弥生時代と鎌倉時代の動物遺体が出土しているほか、骨角器では弥生時代のイノシシ犬歯製の牙鏃が出土している。
種実ではクルミ・モモ・カキ・ブドウなどが出土している。クルミはオニグルミ・サワグルミ・ヒメグルミの三種が出土しており、大師東丹保遺跡では弥生時代の層ではオニグルミが主体で、鎌倉時代の層ではヒメグルミ・サワグルミが主体に変化する。『延喜式』において、古代の甲斐国では貢進物として「胡桃子」「胡桃油」が記載されている。後述するモモは斎串とともに出土しており、雨乞い祭祀に伴うものである可能性が考えられている。
カキは鎌倉時代の層から立木が検出されており、植栽されたものであると考えられている。ブドウは弥生中期の層から出土しているが、小型であるためヤマブドウやエビヅルなど野生種であると考えられている。昆虫化石ではヒメコガネ・ドウガネブイブイなどが出土している。
木製品では漆椀や箸、曲物や下駄、草履や櫛、扇子などの日用品や装身具、水田の畦畔に差し込まれる斎串や人形（形代）、呪符などの祭祀・呪術具、同時代の絵画資料に見られ建築材と考えられている網代などが出土している。Ⅳ区からは荷札と考えられている鎌倉時代の木簡一点が出土している。
Ⅳ区から出土した大量の斎串はモモ核や獣骨とともに出土している。Ⅱ区の祭祀遺構からも大量の斎串とモモ核・獣骨が出土しており、これらは雨乞いの祭祀に伴うものである可能性が考えられている。
大師東丹保遺跡のⅠ区・Ⅱ区・Ⅲ区の第二面からは、弥生時代後期から弥生末期・古墳時代初頭にかけて発生した地震により生じたと考えられている地割れ・噴砂跡も検出されている。この地震は南海地震もしくはそれに伴う東海地震によるものであると考えられており、徳島県の黒谷川宮ノ前遺跡においても、弥生Ⅱ期の水田面から噴砂跡が検出されている。大師東丹保遺跡の近在では、油田遺跡においても同様に地震跡が検出されている。
出土遺物は山梨県立考古博物館に所蔵されており、網代や下駄などの出土遺物は保存処理が施され、常設展示されている。

## 大師東丹保遺跡の動物遺体
大師東丹保遺跡ではⅠ～Ⅳの各区から動物遺体が出土している。山梨県は内陸部であるため動物遺体の出土に乏しい地域であるが、1990年代には中部横断自動車道・甲西道路の建設に伴い、両道のルート上に所在する低湿地遺跡の発掘調査が実施された。これにより近在でなおかつ立地条件が類似している大師東丹保遺跡・百々遺跡（南アルプス市百々）・二本柳遺跡（南アルプス市十日市場）の三遺跡において多数の動物遺体が出土した。
大師東丹保遺跡出土の動物遺体の特徴は同定標本数（NISP）・最小個体数（MNI）による組成で見るとウマを主体にイヌ・ウシが続く傾向が見られ、二本柳遺跡と共通する。大師東丹保遺跡の特徴はこれに加えシカ・イノシシなどの狩猟獣や、愛玩動物であるネコ・海産物であるタイが出土しており、組成の多様性が見られる。二本柳遺跡では若干の多様性が見られ、カモシカ・キツネなどが出土している。
大師東丹保遺跡・百々遺跡・二本柳遺跡における動物遺体の組成差に関しては、百々遺跡の場合は古い年代の資料を含むため年代差であることが推定されるが、百々遺跡では9世紀から12世紀まで継続的にウシが見られるため、年代差の要因は否定されている。また、大師東丹保遺跡と二本柳遺跡では同定された標本数が近いことからも、両遺跡における動物遺体の組成差は、それぞれの遺跡の性格を反映していると考えられている。
さらに、景観復元の観点からすると、二本柳遺跡の景観が単純な水田地帯であるのに対し、大師東丹保遺跡では水田環境に加え狩猟が行われる森林が加わる。愛玩動物であるネコが存在し、内陸部において希少性の高い海産物が出土していることからも、富裕層の生活環境が推定される。このため、大師東丹保遺跡は二本柳遺跡と比較して、多様な性格の環境を有する遺跡であると評価されている。
分布・出土状況に関しては、大師東丹保遺跡では調査区東側の低湿地を中心に分布している。Ⅱ区では掘立柱建物のある居住区西側の水田・溝が分布する廃棄域の存在が見られた。この東居住区から東側の地区には祭祀域が存在し、動物遺体も祭祀に関わったものである可能性が指摘される。Ⅲ区では南北に走る溝を中心とした動物遺体の分布状況を示している。

### Ⅰ区の動物遺体
Ⅰ区から出土した動物遺体はすべて哺乳類で、イヌ・ウマ・イノシシ（ブタの可能性も含まれる）・シカの4種が出土している。他の地区には見られない弥生時代の資料を含むことが特徴とされる。出土した層位は鎌倉時代の1面と、弥生時代中期後半にあたる3面であると判断されている。Ⅰ区には弥生時代後期の2面も確認されているが、この面から出土した資料は見られない。
弥生時代の資料はイノシシ3点・シカ8点、鎌倉時代はウマ・シカが各1点ずつ出土している。ウマは鎌倉時代に属すると考えられている。イヌは1点が出土しているが、時期は不明。
イノシシ・シカは弥生時代の3面から検出され、未同定種の哺乳類もいずれかに属すると考えられている。このうち、シカ大腿骨は人為的な破砕による打点と、骨髄の抽出が行われていた可能性を示すスパイラル破砕が見られる。また、イノシシ犬歯も焼けた変色が見られ、土器片や石器・木材・牙鏃などの遺物を伴なうことから、これらの動物遺体は人為的所産によるものであると考えられている。
弥生中期のシカは8点が出土しており、部位では角・頭・脊椎・前肢・後肢が確認される。資料は風化・剥落が著しいが、解体痕・加工痕は確認されていない。角が若獣と成獣の2点が存在するため、最小個体数は2体と判断されている。大師東丹保遺跡ではⅣ区からも弥生時代のシカ成獣の角が出土している。若獣の鹿角は春頃の落角で、角坐骨を伴なう成獣の鹿角は秋・冬頃の狩猟時期が想定されるが、若獣の鹿角は角のみが採取された可能性も指摘される。
シカは有用性の高い肩甲骨・大腿骨・脛骨などが出土していることから、当地において解体や消費が行われていたと考えられている。部位組成では歯が少ない点が指摘される。
Ⅰ区からはイノシシ犬歯製の牙鏃1点が出土している。無茎で、器体部下方に穿孔を有する。形状は二等辺三角形状で、長さ3センチメートル、最大幅0.9センチメートル、厚さ0.24センチメートル。
イノシシ犬歯製の牙鏃は狩猟具であり、1980年代後半までは弥生時代における類品が少なく、縄文時代に特有で縄文後期・晩期に多く見られる。1990年代に群馬県や長野県において弥生時代の類品が報告されるようになる。大師東丹保遺跡から出土した牙鏃は中部高地・関東地方に特徴的なものであり、中部・関東地方では弥生時代にも縄文後・晩期以来の狩猟伝統が持続していた日のす映画指摘される。

### Ⅱ・Ⅲ区の動物遺体
Ⅱ・Ⅲ区からは、多数の動物遺体が出土している。
Ⅱ区では鎌倉時代後半期（13世紀後半）の第一面から動物遺体が出土している。。
哺乳類ではシカ・カモシカ・ネコ・ブタ・ウマ・イヌ・ヒト、鳥類ではニワトリ・カラスが出土している。シカは左側大腿骨1点が出土しており、カモシカは左側寛骨の腸骨破片が出土している。ブタは右側上顎第3臼歯1点が出土しており、全体が摩耗した成獣のものと判断されている。ウマは若獣と判断される後頭部破片1点のほか老獣1点・若獣1点・幼獣1点の馬歯が出土しており、4個体以上が推定されている。
イヌは25点が出土している。大師東丹保遺跡のイヌは四肢骨を中心とし、若獣・成犬・小型・中型のイヌと推定されている。いずれも小部位でイヌやネズミによる噛み跡が見られることから、埋葬ではなく野ざらしや廃棄などによるものと推定されている。ネコは左肩甲骨1点が出土し、成獣のものであると判断されている。ヒトは左右の尺骨破片が出土しており、女性のものであると考えられている。ヒトでは新生児とみられる大腿骨1点も出土している。
ニワトリは大腿骨Ⅰ点・大腿部中間破片1点が出土している。中世のニワトリは山梨県内では初めての出土事例となった。前者は白色レグホンより小型で、後者はシャモの小型と判断されるサイズであると判断されている。カラスはハシブトガラスより小さく、左尺骨1点が出土している。
Ⅲ区の動物遺体ではウマ・ニワトリが出土している、鎌倉時代の第一面の6号溝にはウマを中心とした動物遺体集中地区が見られ、稲作に伴なう祭祀の遺構であるとも考えられている。ウマは下顎骨1点で、左右の第三前臼歯から第三後臼歯が遺存している。犬歯のない雌の個体で、歯の摩耗状態から成獣・大型のウマであると判断されている。ニワトリは頭蓋骨2個、右側脛骨1点、左右の中足骨2点が出土している。サイズは白色レグホンより小さく、中足骨にケヅメが見られることから、雄の個体であると判断されている。
Ⅱ区からは鎌倉時代のマダイ1点が出土しており、中世の甲斐国における唯一の海産物の流通に関する考古史料とされた。その後、2009年（平成21年）には甲州市勝沼町の勝沼氏館跡において、15世紀代のアジ科・タイ科・マグロ属など多数の海産物の動物遺体が報告され、切痕を持つ資料も確認された。同年には大師東丹保遺跡の近在である南アルプス市の野牛島・西ノ久保遺跡からも15世紀中頃のソウダガツオ属が報告されている。

### Ⅳ区の動物遺体
Ⅳ区からは弥生時代中期後半のⅢ面と、中世の資料が出土している。弥生時代は資料は雄シカ成獣の角坐・角幹を伴なう右前頭骨・角坐部1点が出土している。角のみが採集された可能性も指摘されるが、角坐骨を伴なう成獣は秋から冬にかけての狩猟時期が考えられている。
中世は鎌倉時代の層から107点が出土し、同定可能な51点はウマが多数を占め、一括廃棄されたと考えられている。次いでウシが多く、イヌは3点、イノシシが1点、ヒトが1点出土している。

### 大師東丹保遺跡のウマ・ウシ
大師東丹保遺跡・百々遺跡・二本柳遺跡では、いずれも平安時代から鎌倉時代にかけての多数の牛馬骨が出土している。
百々遺跡は銅製錘や腰帯具の出土から役所など政治的性格の強い集落であったと推定され、官衙などの公的施設が存在していたとも考えられている。また、鍛冶遺構は確認されていないものの、鉄滓の出土から鉄器生産を行う集落であったとされる。百々遺跡では牧に直接関係する遺構は確認されていないが、多数のウシ・ウマの出土状況から、集落に隣接した八田牧（八田荘）の前身集落であると考えられている。
百々遺跡からはウマの埋葬事例も4例7体が見られる。これは自然死個体の埋葬もしくは供犠によるものであり、ウマに対しては埋葬を行う特別な扱いが行われていたことが確認される。
百々遺跡ではウマの埋葬事例が見られる一方で、軍馬としての基準を満たさない4歳前後の若齢の個体や、散乱的に出土するウマの四肢骨が見られ、基準に満たないウマの解体・加工が行われていたと推定されている。
これに対して大師東丹保遺跡のウマの年齢構成10歳前後で、百々遺跡のように解体・加工を示す遺構やウマ遺体は見られず、水田農耕を行う上で軍馬としての基準にみたないウマも農耕馬として転用していたと考えられている。
また、骨コラーゲンを構成する炭素・窒素の安定同位体比によるウマの食性復元によれば、大師東丹保遺跡のウマは餌として自生するC3植物とアワ・ヒエなど栽培植物のC4植物の双方を摂取していた結果が報告されている。さらに、歯エナメル質に含まれるストロンチウムの同位体比によるウマの産地復元によれば、大師東丹保遺跡を含む山梨県内の遺跡出土馬は外部から持ち込まれた馬が含まれていたことも報告されている。
大師東丹保遺跡・百々遺跡ではウシも多く出土している。ウシは古代には日本列島において広く出土し、東日本では千葉県の谷津貝塚など馬を大幅に上回るウシが出土した遺跡も存在する。中世には東国ではウシからウマ主体に移行し、武士団の勃興に伴う変化であると考えられている。百々遺跡・大師東丹保遺跡・二本柳遺跡におけるウシ・ウマの組成は、百々遺跡では同数程度であり、二本柳遺跡（平安後期から鎌倉）ではウマが主体となっている。鎌倉時代の大師東丹保遺跡ではウマ100点（5頭）：ウシ39点（8頭）が出土しており、二本柳遺跡と同様にウマが主体の構成となっている。
大師東丹保遺跡出土のウマは、百々遺跡と比較して死馬の解体・加工の痕跡が見られず、その背景には文化的な差異があったとが指摘される。さらに、中世に移行するに伴いウシ・ウマの組成がウマが主体に変化することから、甲斐国においても平安時代後期に武士団としての甲斐源氏が台頭し、それに伴い乗用に用いられるウマが好まれたと考えられている。